# Jelcz M120I
Jelcz M120I – średniopodłogowy autobus miejski produkowany w latach 2004-2007 przez firmę Jelcz.

## Historia modelu
W 2004 roku zaprezentowano kolejną wersję autobusu popularnej rodziny 120M. W nowym modelu zastosowano włoską jednostkę napędową Iveco F4 AE 0682C o mocy maksymalnej 239 KM oraz manualną 6-biegową skrzynię firmy ZF. Autobus ten uzyskał również estetyczniejszą ścianę przednią oraz tylną z modelu M101I. Nieznacznie zmodernizowano wnętrze pojazdu stosując estetyczniejsze i odporniejsze laminaty. Stosowano osie przednie Jelcz 65 N oraz tylne Jelcz MT 1032A.
Pojazd ten zniknął z oferty producenta w 2007 roku.
Wielkość produkcji:
- 2004 - 1 sztuka (dla PKS Grodzisk Mazowiecki),
- 2005 - 2 sztuki,
- 2006 - 3 sztuki.

## Jelcz M120M/4 CNG Supero
Produkowano również odmianę Jelcz M120M/4 CNG Supero dostosowaną do zasilania gazem CNG z silnikiem spełniającym wymagania normy Euro 4, a nawet normy EEV. Napędzany był silnikiem firmy MAN typu E2866 DUH 03 o pojemności 11,9 dm3 i mocy maksymalnej 180 kW (245 KM). Model ten pozostawał w ofercie firmy Jelcz do końca jej istnienia w 2008 roku.